# Sony Pictures Motion Picture Group
Sony Pictures Motion Picture Group — подразделение Sony Pictures Entertainment, которое управляет сегментами кинобизнеса. Основано в 1998 году в рамках объединения Columbia Pictures и TriStar Pictures.

## История
Sony Pictures Motion Picture Group была основана в 1998 году как Columbia TriStar Motion Picture Group. Его подразделениями в то время были Columbia Pictures, TriStar Pictures, Triumph Films, Sony Pictures Classics и Sony Pictures Releasing.
8 декабря 1998 года SPE возродила свое бывшее анимационное и телевизионное подразделение Screen Gems, в качестве подразделения Columbia TriStar Motion Picture Group.
В 2002 году Columbia TriStar Television была переименована в Sony Pictures Television.
В 2013 году была запущена TriStar Productions как совместное предприятие Sony Pictures Entertainment и бывшего председателя 20th Century Fox Томаса Ротмана.
В октябре 2013 года Sony Pictures переименовала свою киногруппу в «Sony Pictures Motion Picture Group». Sony Pictures Animation и Sony Pictures Imageworks были переведены из Sony Pictures Digital в киногруппу.
2 июня 2016 года Дуг Белград объявил, что уходит с поста президента SPMPG и передаст свою должность продюсеру в студии. Белград был назначен президентом SPMPG еще в 2014 году.
15 июля 2019 года бывший президент Fox 2000 Pictures Элизабет Габлер и весь персонал Fox 2000 присоединились к Sony Pictures Entertainment и вместе с киногруппой создали 3000 Pictures. 3000 Pictures занимаются проектами для телевидения и стриминга. 

## Подразделения
| - Columbia Pictures - TriStar Pictures (TriStar Productions) - Screen Gems (Scream Gems) - Sony Pictures Animation - Sony Pictures Classics - Sony Pictures Imageworks - 3000 Pictures - Sony Pictures Worldwide Acquisitions (Destination Films, Stage 6 Films и Affirm Films) - Sony Pictures International Productions | - Sony Pictures Releasing - Sony Pictures Releasing International - Sony Pictures Home Entertainment | - Crunchyroll - Ghost Corps - Triumph Films - Columbia TriStar Marketing Group |

## Sony Pictures Releasing
Sony Pictures Releasing Corporation — американский дистрибьютор, принадлежащий Sony. Основана в 1994 году как преемница Triumph Releasing Corporation. Компания занимается кинопрокатом, маркетингом и продвижением фильмов, произведенных и выпущенных Sony Pictures Entertainment, включая Columbia Pictures, TriStar Pictures (а также TriStar Productions), Screen Gems, Sony Pictures Classics, Sony Pictures Animation, Stage 6 Films, Affirm Films, Destination Films и Triumph Films. Является частью Sony Pictures Motion Picture Group. Также существует международное подразделение Sony Pictures Releasing International, которое с 1991 по 2005 год было известно как Columbia TriStar Film Distributors International.

### Международные соглашения
С 1971 года до конца 1987 года международные театральные операции Columbia были совместным предприятием с Warner Bros. под названием Columbia-Warner, в некоторых странах это совместное предприятие также выпускало фильмы от других компаний, таких как EMI Films и Cannon Films в Великобритании под названиями Columbia-EMI-Warner в 1978 году, позже Columbia-Cannon-Warner в 1986 году. Британское предприятие было расформировано в 1988 году.
В Австралии, которая с 1975 по 1996 год, 20th Century-Fox и Columbia Pictures сформировали альянс, который будет распространять фильмы для австралийского рынка, сначала под названием Fox Columbia Film Distributors, до того, как Hoyts перешла в предприятие, и оно было переименовано сначала в Hoyts Fox Columbia TriStar Films, затем Fox Columbia TriStar Films.
6 февраля 2014 года Columbia TriStar Warner Filmes de Portugal Ltda., совместное предприятие с Warner Bros., которое распространяло фильмы от обеих компаний в Португалии, объявило, что они закроют свои офисы 31 марта. С тех пор фильмы Sony Pictures выпускаются в Португалии компанией Big Picture Films, а NOS Audiovisuais взяла на себя обязанности по выпуску фильмов Warner Bros.
С июня 2014 года по февраль 2020 года филиппинское подразделение Sony Pictures под названием Columbia Pictures Philippines распространяло фильмы партнёрскими студиями United International Pictures, Paramount Pictures и Universal Pictures (включая фильмы Metro-Goldwyn-Mayer), после того, как UIP прекратила своё девятилетнее дистрибьюторское соглашение с местным дистрибьютором студии Solar Entertainment и их дочерней компанией Solar Films. Выпуск фильмов в Филиппинах, снятых Universal, длилось до января 2020 года, когда права на выпуск вернулись к Warner Bros. (бывший местный дистрибьютор UIP с 1990-х по 2000 год) в октябре 2021 года, а как большинство наименований Focus Features выпускаются через стартап-компанию онлайн-дистрибьютора UPSTREAM. Paramount позже продлила свои дистрибьюторские соглашения с Sony в октябре 2021 года.
Театральный прокат фильмов Sony Pictures в Италии осуществлялся компанией Warner Bros. с 2011 по 2023 год. Одним из заметных примеров является фильм «Назови меня своим именем», где Warner Bros. занималась прокатом в Италии (хотя лейбл Sony всё ещё используется), в то время как выход на видео осуществлялся самой Sony. В 2023 году Eagle Pictures, которая уже распространяла фильмы Sony на домашнем видео, также взяла на себя их театральное распространение.
Sony Pictures и Walt Disney Studios создали совместное предприятие по распространению фильмов в Юго-Восточной Азии в 1997 году. К декабрю 2006 года в таких странах, как Бразилия, Мексика, Сингапур, Таиланд и Филиппины были созданы и существуют 14 совместных дистрибьюторских предприятий Sony Pictures Releasing International и Walt Disney Studios Motion Pictures. В январе 2007 года их 15-е такое партнёрство начало свою деятельность в России и СНГ. В феврале 2017 года Sony начала покидать предприятие Юго-Восточной Азии и Филиппин. В августе 2017 года Sony расторгла соглашение о совместном предприятии для собственных операций. 31 января 2019 года, в преддверии приобретения большинства активов 21st Century Fox (включая 20th Century Fox), было решено, что Disney продаст свою долю в мексиканском совместном предприятии под названием Walt Disney Studios Sony Pictures Releasing de México компании Sony Pictures Releasing. В рамках глобальных экономических колебаний, вызванных приобретением, Sony Pictures Production and Release LLC и Disney Studios LLC расстались, подписав официальный демерджер 21 января 2020 года. Контракт позволит Sony Pictures Releasing работать самостоятельно.
27 июня 2025 года Sony Pictures и Amazon MGM Studios заключили многолетнее соглашение, по которому Sony будет заниматься международным распространением фильмов последней студии после истечения срока действия сделки MGM с Warner Bros. Pictures. Эта сделка воссоединит Sony с MGM впервые с 2020 года. Тем не менее, MGM Home Entertainment по-прежнему будет иметь свои фильмы, распространяемые Warner Bros. Home Entertainment.
В Аргентине и Польше United International Pictures занимается показом фильмов, выпущенных Sony Pictures.
В Нидерландах Universal Pictures занимается показом фильмов, выпущенных Sony Pictures с 2013 года.
В Нидерландах и Швеции Columbia TriStar Films (ныне известная как Sony Pictures Releasing) ранее занималась показом фильмов, выпущенных 20th Century Fox с 1992 по 1997 год в первой стране и с 1994 по 1996 год во второй.
В Южной Африке Ster-Kinekor занимается показом и выпуском на видео фильмов, выпущенных Sony Pictures и Columbia Pictures.

## Фильмография

### Серия фильмов
| Название                                   | Даты выхода     |
| ------------------------------------------ | --------------- |
| Три балбеса                                | 1934—1970       |
| Блонди                                     | 1938—1950       |
| Бостон Блэки                               | 1941—1949       |
| Криминальный доктор                        | 1943—1949       |
| The Whistler                               | 1944—1948       |
| Rusty                                      | 1945—1949       |
| Jungle Jim                                 | 1948—1956       |
| Годзилла                                   | 1962; 1998—2005 |
| Когда звонит незнакомец                    | 1979—2006       |
| Голубая лагуна                             | 1980—1991       |
| Тяжёлый металл                             | 1981—2000       |
| Энни                                       | 1982—н. в.      |
| Охотники за привидениями                   | 1984—н. в.      |
| Парень-каратист                            | 1984—н. в.      |
| Ночь страха                                | 1985—1989       |
| Уикенд у Берни                             | 1989—1993       |
| Дикая орхидея                              | 1989—1991       |
| Уж кто бы говорил                          | 1989—1993       |
| Городские пижоны                           | 1991—1994       |
| Терминатор                                 | 1991—2009       |
| Снайпер                                    | 1993—н. в.      |
| Крепость                                   | 1993—2000       |
| Мексиканская трилогия                      | 1993–2003       |
| Три ниндзя                                 | 1994—1998       |
| Плохие парни                               | 1995—н. в.      |
| Джуманджи                                  | 1995—н. в.      |
| Крикуны                                    | 1995—2009       |
| Анаконда                                   | 1997—н. в.      |
| Люди в чёрном                              | 1997—н. в.      |
| Я знаю, что вы сделали прошлым летом       | 1997—2006       |
| Звёздный десант                            | 1997—н. в.      |
| Зорро                                      | 1998—2005       |
| Дикость                                    | 1998—н. в.      |
| Городские легенды                          | 1998—н. в.      |
| Гениальные младенцы                        | 1999—2013       |
| Стюарт Литтл                               | 1999—2005       |
| Невидимка                                  | 2000—2006       |
| Ангелы Чарли                               | 2000—н. в.      |
| Final Fantasy                              | 2001—н. в.      |
| Обитель зла                                | 2002—2016       |
| Человек-паук                               | 2002—н. в.      |
| Три икса                                   | 2002—2017       |
| Дежурный папа                              | 2003—2007       |
| S.W.A.T                                    | 2003—н. в.      |
| Другой мир                                 | 2003—2016       |
| Проклятие                                  | 2004—н. в.      |
| Бугимен                                    | 2005—2008       |
| Добро пожаловать в рай!                    | 2005—2009       |
| Хостел                                     | 2005—2011       |
| Сайлент Хилл                               | 2006—2012       |
| Экранизации по Дэну Брауну                 | 2006—2016       |
| Сезон охоты                                | 2006—2016       |
| 007 Джеймс Бонд                            | 2006—2015       |
| Братство танца                             | 2007—2011       |
| Призрачный гонщик                          | 2007—2012       |
| Лови волну!                                | 2007—2017       |
| Карантин                                   | 2008—2011       |
| Облачно, возможны осадки в виде фрикаделек | 2009—н. в.      |
| Астрал                                     | 2011—н. в.      |
| Смурфики                                   | 2011—2017       |
| Мачо и ботан                               | 2012—2014       |
| Монстры на каникулах                       | 2012—2022       |
| Великий уравнитель                         | 2014—н. в.      |
| Ужастики                                   | 2015—н. в.      |
| Angry Birds в кино                         | 2016—н. в.      |
| Кролик Питер                               | 2018—н. в.      |
| Вселенная Человека-паука от Sony           | 2018—н. в.      |
| Моя геройская академия                     | 2018—н. в.      |
| Поиск                                      | 2018—н. в.      |
| Клаустрофобы                               | 2019—н. в.      |
| Анчартед                                   | 2022—н. в.      |

## Самые кассовые фильмы
| Место | Название                               | Год  | Сборы        | Студия          |
| ----- | -------------------------------------- | ---- | ------------ | --------------- |
| 1     | Человек-паук: Нет пути домой           | 2021 | $804,667,830 | Columbia/Marvel |
| 2     | Человек-паук                           | 2002 | $407,022,860 | Columbia        |
| 3     | Джуманджи: Зов джунглей                | 2017 | $404,540,171 | Columbia        |
| 4     | Человек-паук: Вдали от дома            | 2019 | $390,532,085 | Columbia/Marvel |
| 5     | Человек-паук 2                         | 2004 | $373,585,825 | Columbia        |
| 6     | Человек-паук 3: Враг в отражении       | 2007 | $336,530,303 | Columbia        |
| 7     | Человек-паук: Возвращение домой        | 2017 | $334,201,140 | Columbia/Marvel |
| 8     | Джуманджи: Новый уровень               | 2019 | $320,314,960 | Columbia        |
| 9     | 007: Координаты «Скайфолл»             | 2012 | $304,360,277 | Columbia/MGM    |
| 10    | Новый Человек-паук                     | 2012 | $262,030,663 | Columbia        |
| 11    | Люди в чёрном                          | 1997 | $250,690,539 | Columbia        |
| 12    | Охотники за привидениями               | 1984 | $229,242,989 | Columbia        |
| 13    | Хэнкок                                 | 2008 | $227,946,274 | Columbia        |
| 14    | Код да Винчи                           | 2006 | $217,536,138 | Columbia        |
| 15    | Веном 2                                | 2021 | $213,550,366 | Columbia        |
| 16    | Веном                                  | 2018 | $213,515,506 | Columbia        |
| 17    | Терминатор 2: Судный день              | 1991 | $204,843,345 | TriStar/Carolco |
| 18    | Плохие парни навсегда                  | 2020 | $204,292,401 | Columbia        |
| 19    | Новый Человек-паук: Высокое напряжение | 2014 | $202,853,933 | Columbia        |
| 20    | 007: Спектр                            | 2015 | $200,074,609 | Columbia/MGM    |
| 21    | Мачо и ботан 2                         | 2014 | $191,719,337 | Columbia        |
| 22    | Люди в чёрном 2                        | 2002 | $190,418,803 | Columbia        |
| 23    | Человек-паук: Через вселенные          | 2018 | $190,241,310 | Columbia        |
| 24    | Правила съёма: Метод Хитча             | 2005 | $179,495,555 | Columbia        |
| 25    | Люди в чёрном 3                        | 2012 | $179,020,854 | Columbia        |

| Место | Название                                 | Год  | Сборы          | Студия             |
| ----- | ---------------------------------------- | ---- | -------------- | ------------------ |
| 1     | Человек-паук: Нет пути домой             | 2021 | $1,892,255,802 | Columbia/Marvel    |
| 2     | Человек-паук: Вдали от дома              | 2019 | $1,131,927,996 | Columbia/Marvel    |
| 3     | 007: Координаты «Скайфолл»               | 2012 | $1,108,569,499 | Columbia/MGM       |
| 4     | Джуманджи: Зов джунглей                  | 2017 | $962,126,927   | Columbia           |
| 5     | Человек-паук 3: Враг в отражении         | 2007 | $894,983,373   | Columbia           |
| 6     | 007: Спектр                              | 2015 | $880,674,609   | Columbia/MGM       |
| 7     | Человек-паук: Возвращение домой          | 2017 | $880,166,924   | Columbia/Marvel    |
| 8     | Веном                                    | 2018 | $855,013,954   | Columbia           |
| 9     | Человек-паук                             | 2002 | $825,025,036   | Columbia           |
| 10    | Джуманджи: Новый уровень                 | 2019 | $800,059,707   | Columbia           |
| 11    | Человек-паук 2                           | 2004 | $788,976,453   | Columbia           |
| 12    | 2012                                     | 2009 | $769,679,473   | Columbia           |
| 13    | Код да Винчи                             | 2006 | $758,239,851   | Columbia           |
| 14    | Новый Человек-паук                       | 2012 | $757,930,663   | Columbia           |
| 15    | Новый Человек-паук: Высокое напряжение   | 2014 | $708,982,323   | Columbia           |
| 16    | Хэнкок                                   | 2008 | $624,386,746   | Columbia           |
| 17    | Люди в чёрном 3                          | 2012 | $624,026,776   | Columbia           |
| 18    | Казино «Рояль»                           | 2006 | $606,099,584   | Columbia/MGM       |
| 19    | Квант милосердия                         | 2008 | $589,580,482   | Columbia/MGM       |
| 20    | Люди в чёрном                            | 1997 | $589,390,539   | Columbia           |
| 21    | Смурфики                                 | 2011 | $563,749,323   | Columbia           |
| 22    | Монстры на каникулах 3: Море зовёт       | 2018 | $520,736,445   | Columbia           |
| 23    | Терминатор 2: Судный день                | 1991 | $519,843,345   | TriStar/Carolco    |
| 24    | Истребитель демонов: Поезд «Бесконечный» | 2021 | $503,063,688   | Aniplex/Funimation |
| 25    | Веном 2                                  | 2021 | $502,050,366   | Columbia           |